# Kosovaarse gemeente

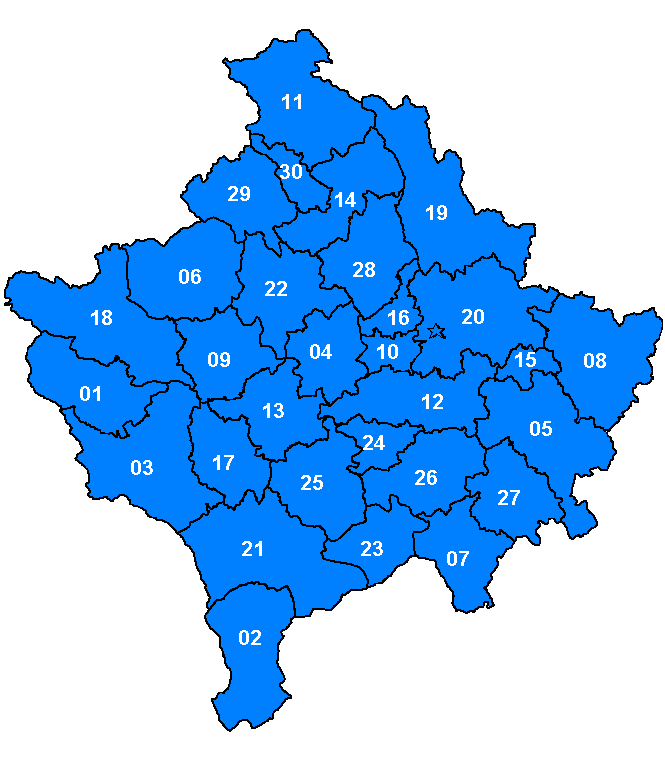
Kosovaarse gemeenten

De gemeente (Albanees: komuna; Servisch: opština/општина) is de primaire en enige bestuurlijke onderverdeling van Kosovo. Kosovo is onderverdeeld in 33 gemeenten. Het bestuur van elke gemeente is in handen van een gemeenteraad (Albanees: Kuvendi komunal; Servisch: Skupština opštine) die wordt voorgezeten door een burgemeester. De burgemeester (Albanees: Kryetari i komunës; Servisch: Gradonačelnika opštine) wordt rechtstreeks verkozen. Hij stelt een bestuurlijk college (Albanees: Bordi i drejtorëve; Servisch: Odbor direktora; Engels:Board of Directors) aan. De burgemeester en het college zijn gezamenlijk verantwoordelijk voor de uitvoering van de beslissingen van de gemeenteraad en voor de financiële huishouding van de gemeente.

## Geschiedenis

### Socialistische Autonome Provincie Kosovo(1974-1990)
Op 15 juli 1975 keurde het toenmalige parlement van Kosovo de "Wet op de Territoriale Organisatie van Kosovo" (Albanees: Ligjin mbi organizimin territorial të Kosovës ; Servisch : Zakon o teritorijalnoj organizaciji Kosova) goed. Op basis van deze wet werden 22 gemeenten gevormd, die samen goed waren voor 1431 nederzettingen.
In 1985 werd de wet op de Territoriale organisatie aangepast voor de vorming van de gemeente Malishevë. Malishevë werd gevormd uit delen van het grondgebied van de gemeentes Rahovec, Klinë, Suharekë en Drenas. In 1987 werd de gemeente Zubin Potok gecreëerd uit een deel van het grondgebied van de gemeente Mitrovica. In 1988 werden de gemeenten Fushë Kosovë, Obiliq en Novobërdë opgericht uit een deel van het grondgebied van de gemeente Pristina.

### Autonome Provincie Kosovo en Metohija (1990-1999)
Met de Wet op de territoriale organisatie van Servië uit 1991 ontstond de gemeente Zveçan uit een deel van het grondgebied van de gemeente Mitrovica. Dezelfde wet splitste de gemeente Dragash in twee. Het zuidelijke deel Gora, dat voornamelijk bewoond wordt door Gorani, werd een zelfstandige gemeente. Het noordelijke door Kosovo-Albanezen bewoonde deel, Opojë werd eveneens een gemeente. Op 3 augustus 1991 besliste de Servische regering per decreet tot afschaffing van de gemeente Malishevë. Het grondgebied van de gemeente werd verdeeld onder de gemeenten Rahovec, Klinë, Suharekë en Drenas.

### Kosovo onder UNMIK-bestuur
Op 27 juli 2000 herstelde UNMIK, via Unmik-verordening No. 2000/43, de status van de gemeenten Malishevë en Dragash. Kosovo bestond sindsdien uit 30 gemeenten, die samen 1466 nederzettingen bevatten.
In juli 2005 richtte UNMIK per administratieve beslissing nr.2005/11 drie proefgemeenten op:
- Junik
- Hani i Elezit
- Mamusha

### Republiek Kosovo
Op 14 augustus 2008 werden de drie proefgemeenten volwaardige gemeenten. Kosovo bestaat sindsdien uit 33 gemeenten.

## Huidige gemeenten
| De gemeente (Albanees: komuna, Servisch: opština/општина) is de primaire bestuurlijke onderverdeling van Kosovo De eerste naam is Albanees, de tweede Servisch * = Nieuwe gemeenten | De gemeente (Albanees: komuna, Servisch: opština/општина) is de primaire bestuurlijke onderverdeling van Kosovo De eerste naam is Albanees, de tweede Servisch * = Nieuwe gemeenten | De gemeente (Albanees: komuna, Servisch: opština/општина) is de primaire bestuurlijke onderverdeling van Kosovo De eerste naam is Albanees, de tweede Servisch * = Nieuwe gemeenten | De gemeente (Albanees: komuna, Servisch: opština/општина) is de primaire bestuurlijke onderverdeling van Kosovo De eerste naam is Albanees, de tweede Servisch * = Nieuwe gemeenten |
| --- | --- | --- | --- |
| Kaart van de Kosovaarse gemeenten | 01. Deçan/Dečani | 14. Rahovec/Orahovac | 27. Zveçan/Zvečan |
| Kaart van de Kosovaarse gemeenten | 02. Gjakovë/Đakovica | 15. Pejë/Peć | 28. Malishevë/Mališevo |
| Kaart van de Kosovaarse gemeenten | 03. Gllogovc/Glogovac | 16. Podujevë/Podujevo | 29. Novobërdë/Novo Brdo |
| Kaart van de Kosovaarse gemeenten | 04. Gjilan/Gnjilane | 17. Prishtinë/Priština | 30. Mitrovica e Veriut/Severna Mitrovica |
| Kaart van de Kosovaarse gemeenten | 05. Dragash/Dragaš | 18. Prizren/Prizren | 31. Mitrovica e Jugut/Južna Mitrovica |
| Kaart van de Kosovaarse gemeenten | 06. Istog/Istok | 19. Skënderaj/Srbica | 32. Junik/Junik* |
| Kaart van de Kosovaarse gemeenten | 07. Kaçanik/Kačanik | 20. Shtime/Štimlje | 33. Hani i Elezit/Đeneral Janković* |
| Kaart van de Kosovaarse gemeenten | 08. Klinë/Klina | 21. Shtërpcë/Štrpce | 34. Mamushë/Mamuša* |
| Kaart van de Kosovaarse gemeenten | 09. Fushë Kosovë/Kosovo Polje | 22. Suharekë/Suva Reka | 35. Graçanica/Gračanica* |
| Kaart van de Kosovaarse gemeenten | 10. Kamenicë/Kamenica | 23. Ferizaj/Uroševac | 36. Ranillug/Ranilug* |
| Kaart van de Kosovaarse gemeenten | 11. Leposaviq/Leposavić | 24. Viti/Vitina | 37. Partesh/Parteš* |
| Kaart van de Kosovaarse gemeenten | 12. Lipjan/Lipljan | 25. Vushtrri/Vučitrn | 38. Kllokot/Klokot* |
| Kaart van de Kosovaarse gemeenten | 13. Obiliq/Obilić | 26. Zubin Potok/Zubin Potok | |
| Bron: OSCE - Wet nr. 03/L-041: Engels, Albanees, Servisch | | | |

## Wettelijk kader
De organisatie en het bestuur van de Kosovaarse gemeenten wordt geregeld door volgende wetten :
- UNMIK-verordening nr. 2000/45 Over zelfbestuur van de gemeenten in Kosovo van 11 augustus 2000[10]
- UNMIK administratieve beslissing nr. 2005/11 Over pilootprojecten.Aanvulling op UNMIK-verordening nr. 2000/45 Over zelfbestuur van gemeenten in Kosovo van 22 juli 2005[9]
- UNMIK-verordening nr. 2007/30 van 16 oktober 2007 (een amendement op UNMIK-verordening 2000/45)[11]
- Wet op lokaal zelfbestuur van 20 februari 2008[12]
- Wet op de bestuurlijke grenzen van de gemeenten van 20 februari 2008[13]
- Wet op lokale verkiezingen van 5 juni 2008[14]
- Wet op de financiering van de lokale overheid van 13 maart 2008[15]
- De Gemeentestatuten

## Decentralisatie

### Proefgemeenten
De administratieve beslissing van UNMIK nr.2005/11 Over pilootprojecten, die een aanvulling vormde op UNMIK-verordening nr. 2000/45 Over zelfbestuur van gemeenten in Kosovo, voorzag in de oprichting van 5 proefgemeenten: twee in het gebied waar de Albanezen de meerderheid vormen, twee in de gebieden met een Servische meerderheid en één in een gebied met een meerderheid van Kosovo-Turken. De proefgemeenten werden door UNMIK opgericht om ervaring op te doen in het creëren van nieuwe gemeenten. De twee proefgemeenten in de gebieden met een Servische meerderheid (Gračanica en Partesh) zijn nooit van start gegaan ten gevolge van het feit dat er geen overeenkomst werd bereikt met de politieke leiders van de Kosovo-Serviërs. Uiteindelijk startte het proefproject enkel in de gemeenten Junik, Hani i Elezit en Mamushë.
De Speciale Vertegenwoordiger van de Secretaris-Generaal besliste om de proefgemeenten niet te laten meedoen aan de lokale verkiezingen van 2007. Dit had als gevolg dat de nieuwe wetgeving, die een direct verkozen burgemeester en een politiek benoemd bestuurlijk college voorzag,niet zou toegepast worden op hen. UNMIK besloot hierom de toepassing van UNMIK-verordening 2000/45 te verlengen voor de proefgemeenten.

### Nieuwe gemeenten
In de nieuwe Kosovaarse wet NR. 03/L-041, die op 2 juni 2008 verschenen is in het Kosovaarse Staatsblad (Albanees: Gazeta Zyrtare e Republikës së Kosovës) en die 15 dagen later van kracht werd, werd besloten tot oprichting van acht nieuwe gemeenten en de uitbreiding van één gemeente. Het decentralisatieproces voorziet onder meer in de creatie van zes gemeenten met een Servische meerderheid. De kans dat deze gemeenten daadwerkelijk opgericht worden, is volgens de OVSE voorlopig klein. De Serviërs tonen immers weinig bereidheid om deel te nemen aan het decentralisatieproces.
- De 3 proefgemeenten :
  - Hani i Elezit met als hoofdplaats Hani i Elezit. Deze nieuwe gemeente werd opgericht op het grondgebied van de gemeente Kaçanik.
  - Mamushë met als hoofdplaats Mamusha. Deze nieuwe gemeente werd opgericht op het grondgebied van de gemeente Prizren.
  - Junik met als hoofdplaats Junik. Deze nieuwe gemeente werd opgericht op het grondgebied van de gemeente Deçan.
- De huidige gemeente Mitrovicë wordt verdeeld in twee nieuwe gemeenten. De twee gemeenten zullen een gemeenschappelijke raad hebben.
  - Mitrovica e Veriut (Noord-Mitrovica)
  - Mitrovica e Jugut (Zuid-Mitrovica)
- Nieuwe gemeenten :
  - Graçanica met als hoofdplaats Graçanica. Deze nieuwe gemeente wordt opgericht op het grondgebied van de gemeenten Lipjan, Fushë Kosovë en Pristina.
  - Ranillug met als hoofdplaats Ranilug. Deze nieuwe gemeente wordt opgericht op het grondgebied van de gemeente Kamenicë.
  - Partesh met als hoofdplaats Partesh. Deze nieuwe gemeente wordt opgericht op het grondgebied van de gemeente Gjilan.
  - Kllokot met als hoofdplaats Kllokot. Deze nieuwe gemeente wordt opgericht op het grondgebied van de gemeente Viti.
- Novobërdë met als hoofdplaats Bostan zal uitgebreid worden met een deel van de gemeenten Kamenicë en Gjilan waardoor de gemeente een Servische meerderheid zal krijgen.